# Olivera Jevtić
Olivera Jevtić (ur. 24 lipca 1974 w m. Titovo Užice) – serbska lekkoatletka, specjalistka biegów długodystansowych i maratonu.
Jej największym sukcesem jest srebrny medal w biegu maratońskim podczas Mistrzostw Europy w 2006 w Göteborgu. Startuje w klubie „Mladost Užice”.

## Osiągnięcia
- Mistrzostwa Świata Juniorów 1996 – srebrny medal na 5000 m
- złoty medal Młodzieżowych Mistrzostw Europy w Lekkoatletyce (Turku 1997) w biegu na 10 000 metrów
- Mistrzostwa Europy 1998 – czwarte miejsce na 5000 m i 10 000 m
- złoto (bieg na 10 000 m) oraz brąz (bieg na 5000 m) podczas Młodzieżowych Mistrzostw Europy w Lekkoatletyce (Göteborg 1999)
- Mistrzostwa Świata w Półmaratonie 2001 – 7. miejsce
- zwycięstwo w maratonie w Amsterdamie w 2003
- Mistrzostwa Świata 2003 – 8. miejsce w maratonie
- Igrzyska Olimpijskie 2004 – 6. miejsce w maratonie
- Mistrzostwa Europy 2006 – srebrny medal w maratonie
- 1. miejsce w biegu na 5000 metrów podczas zawodów II ligi drużynowych mistrzostw Europy (Belgrad 2010)
- 4. miejsce w biegu maratońskim podczas mistrzostw Europy (Barcelona 2010)